# 霍恩群島
霍恩群島，又译霍伦群岛，別名富圖那群島（英語：Futuna Islands），是瓦利斯和富圖納群島的群島，由富圖納島和阿洛菲島組成，總土地面積64平方公里。該群島在1616年被荷蘭航海家威廉·斯豪滕與雅各布·勒梅爾發現，並以其故鄉霍伦來命名。2003年人口4873。